# Cristian Daniel Ledesma
Cristian Ledesma (Morón, Buenos Aires; 24 de septiembre de 1982) es un exfutbolista argentino nacionalizado italiano. Su último club fue el Pro Piacenza de la Serie C italiana. También ha sido internacional con la selección italiana.

## Trayectoria
Ledesma es un centrocampista de un potente disparo con ambos pies y, en ocasiones, de largo alcance.
Pasó su infancia en Puerto Madryn, en la provincia de Chubut, Argentina. Jugó en las inferiores del Club Cultural y Deportivo Alumni. Se incorporó a las inferiores del club argentino Boca Juniors.
En 2001, fue observado por Lecce, cuyo director deportivo Pantaleo Corvino decidió interponer Ledesma a Salento, donde inmediatamente se convirtió en un regular en el equipo. En Lecce, a pesar de ser joven, fue capitán hasta noviembre de 2005.
En julio de 2006, el club romano S. S. Lazio contrató a Ledesma, después de que Lecce fuera relegado a Serie B. Ledesma firmó un contrato por un valor de 450.000 euros por temporada hasta el 2011.
Su primer año en la capital, la temporada 2006-07, lo vio a sí mismo como un actor clave, a pesar de un comienzo difícil. Su primer momento de magia, entró en el Derby, cuando anotó un bombazo de 25 metros. Continuó en buena forma hasta el final de la temporada, momento en que Lazio se había clasificado para la Liga de Campeones de la UEFA. Fue uno de los pilares para Lazio, y uno de los capitanes del club.
Tras quedar libre con la S. S. Lazio en el 2015, después de que el club no renovó contrato, regresa a Suramérica para defender los colores del Santos FC.

## Selección nacional
De origen argentino, Ledesma adquirió la nacionalidad italiana en 2008 a través del matrimonio con una italiana que conoció durante su temporada en el Lecce, lo que le hizo optar a escala internacional para la selección de Italia además de Argentina, puesto que nunca había sido internacional con esta última. 
El 14 de noviembre de 2010, Ledesma aceptó una llamada del técnico de Italia, Cesare Prandelli, para un partido amistoso contra Rumanía, convirtiéndose así en el quinto extranjero en formar parte de la escuadra "azzurri" en los últimos diez años, los otros cuatro son Mauro Camoranesi, Amauri, Thiago Motta y Pablo Daniel Osvaldo.

## Clubes
| Club           | País   | Año         |
| -------------- | ------ | ----------- |
| Lecce          | Italia | 2002 - 2006 |
| Lazio          | Italia | 2006 - 2015 |
| Santos         | Brasil | 2015 - 2016 |
| Panathinaikos  | Grecia | 2016 - 2017 |
| Ternana Calcio | Italia | 2017        |
| Lugano         | Suiza  | 2017 - 2018 |
| Pro Piacenza   | Italia | 2018        |

## Palmarés

### Campeonatos nacionales
| Título              | Equipo     | País   | Año       |
| ------------------- | ---------- | ------ | --------- |
| Copa Italia         | S.S. Lazio | Italia | 2008-2009 |
| Supercopa de Italia | S.S. Lazio | Italia | 2009      |
| Copa de Italia      | S.S. Lazio | Italia | 2012-2013 |